# Barendrecht
Barendrecht és un municipi de la província d'Holanda del Sud, al sud dels Països Baixos. L'1 de gener del 2021 tenia 48.643 habitants repartits sobre una superfície de 21,72 km² (dels quals 1,64 km² corresponen a aigua). Limita al nord amb Rotterdam i Ridderkerk, a l'oest amb Albrandswaard, al sud amb Binnenmaas i al sud-est amb Zwijndrecht (Holanda del Sud).

## Centres de població
East-Barendrecht, West-Barendrecht, i Carnisse.

## Ajuntament
- VVD 7 regidors
- CDA 6 regidors
- PvdA 6 regidors
- ChristenUnie/SGP 4 regidors
- GroenLinks 3 regidors
- D66 1 regidor

## Personatges il·lustres
- Inge de Bruijn (1973), nedadora i campiona olímpica